# Bajeskwartier

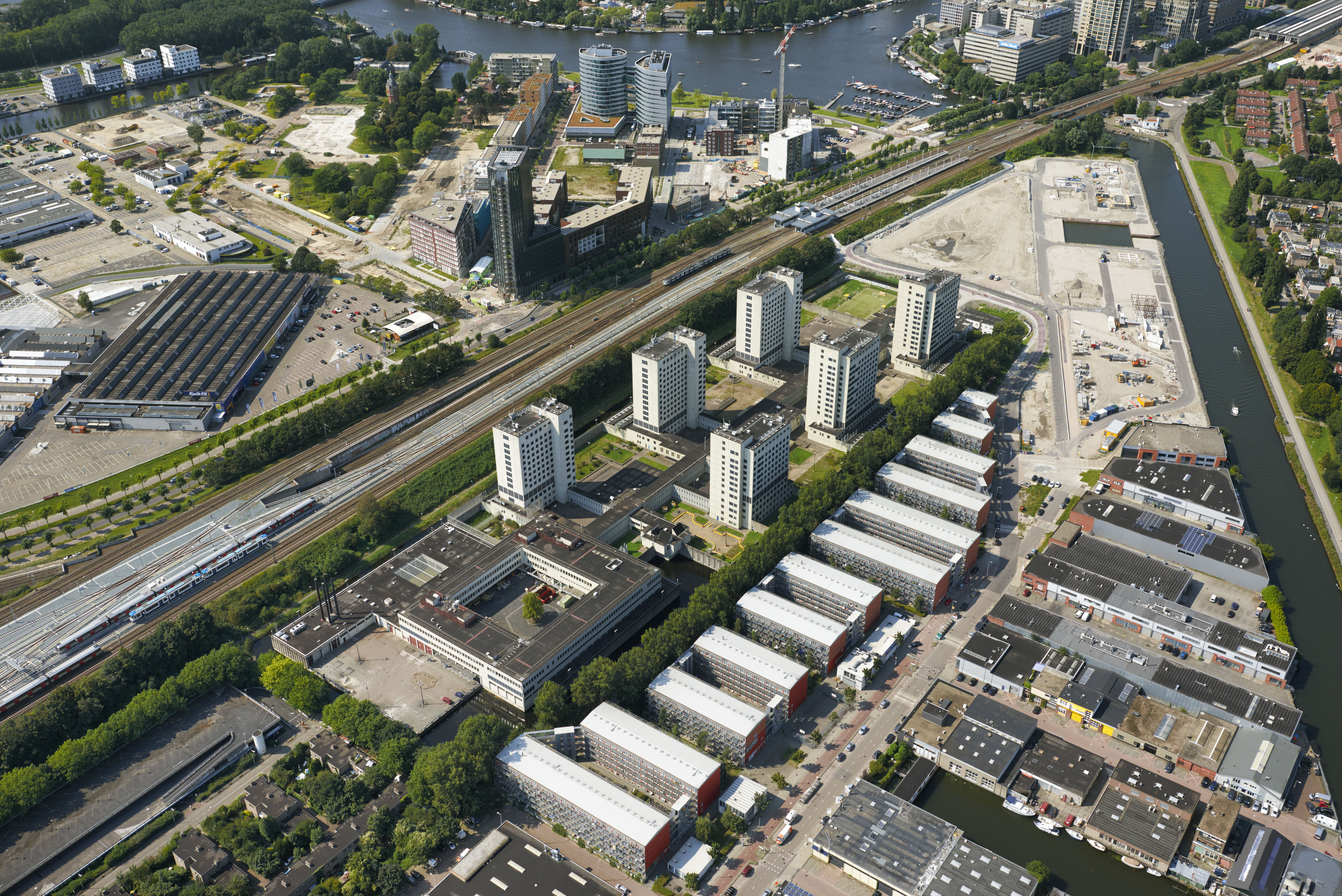
Het Bajeskwartier ligt op de plek van de voormalige Bijlmerbajes.

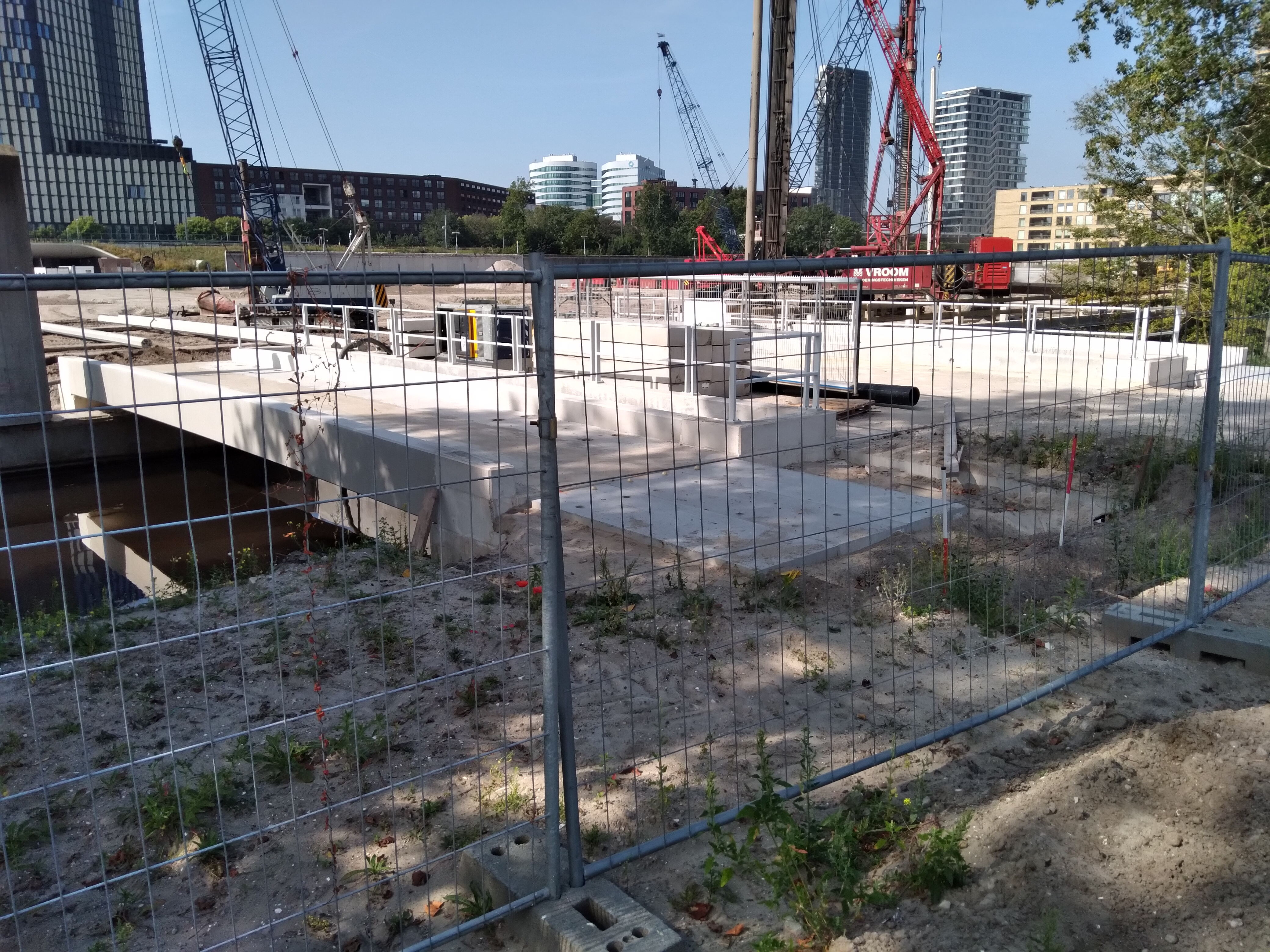
Brug IV vanaf Wenckebachweg (september 2021)

Het Bajeskwartier in Amsterdam-Oost is een nieuwe woonwijk met 1.350 woningen op de plek van de voormalige Bijlmerbajes in Overamstel.

## Wijk
Vijf van de zes gevangenistorens zijn gesloopt; een wordt omgebouwd tot 'groene toren'. Voor een bedrag van ruim 84 miljoen euro is het terrein van de Bijlmerbajes door het Rijksvastgoedbedrijf verkocht aan gebieds- en vastgoedontwikkelaar AM, onderdeel van BAM.
Het ontwerp voor de nieuwe stadswijk wordt verzorgd door OMA, FABRICations en LOLA landscape architects. In deze nieuwe stadswijk komt een mix van koop- en huurwoningen. En in de enige overblijvende gevangenistoren komt 'een verticaal park' en stadslandbouw. Het bestaande hoofdgebouw wordt een 'designcluster': een plek voor internationaal gelauwerde kunstenaars. Ook komen er horeca, een gezondheidscentrum en een school voor voortgezet onderwijs.
Alle gebouwen worden volledig energieneutraal. Het Bajeskwartier is autoluw met ondergrondse parkeerplaatsen. Bij de bouw werd 98% van het materiaal van de gevangenis hergebruikt. De bouw begon in 2019 en in 2021 zijn de eerste woningen opgeleverd.
In 2021 legde de gemeente Amsterdam de straatnamen vast: Dijkmeerlaan, Meerluchtlaan, Bijdorpstraat en Bijdorpplantsoen en Ouwesselpad, alle vernoemd naar buitenplaatsen in de Watergraafsmeer en langs de Amstel.

## Bruggen
De wijk is gebouwd op een haast rechthoekige plattegrond, welke geheel omringd wordt door water (Gevangeniseiland). Voor de ontsluiting zullen vijf bruggen gebouwd worden in de periode 2020-2025: de bruggen 2213, 2214, 2215, 2216 en 2217, zodat het rechthoekige eiland aan alle zijden een verbinding krijgt. Voor de verbinding van de wijk met de Spaklerweg werd in 2020 al de Onderdoorgang Amstelstroomlaan gebouwd.
 Abberdaan · Admiralenbuurt · Amstel III · Amsteldorp · Amstelkwartier · Andreas Ensemble · Apollobuurt · ArenAPoort · Bajeskwartier · Banne Buiksloot · Bedrijventerrein Sloterdijk · Bellamybuurt · Betondorp · Bijlmer · Binnenstad · Bloemenbuurt · Borgerbuurt · Borneo · Bos en Lommer · Buiksloot · Buiksloterham · Buikslotermeer · Buiteneiland · Buitenveldert · Bullewijk · Burgwallen Oude Zijde · Burgwallen Nieuwe Zijde · Centrum Amsterdam Noord · Centrumeiland · Chassébuurt · Chinatown · Cremerbuurt (Amsterdam) · Cruquius · Czaar Peterbuurt · Da Costabuurt · Dapperbuurt · De Aker · De Baarsjes · De Bongerd · De Eendracht · De Heining · De Krommert · De 9 Straatjes · De Omval · De Pijp · Diamantbuurt · Driemond · Disteldorp · Dubbele Buurt · Duivelseiland · Duvelshoek · Elzenhagen · Erasmusparkbuurt · Floradorp · Frederik Hendrikbuurt · Funenpark · Gaasperdam · Gein · Geuzenveld · Gibraltarbuurt · Gouden Reael · Gulden Winckelbuurt · Grachtengordel · Haarlemmerbuurt · Hallenkwartier · Haven-Stad · Haveneiland · Havenstraatterrein · Helmersbuurt · Het Funen · Holendrecht · Hoofddorppleinbuurt · Houthaven · IJ-oevers · IJburg · IJdock · IJplein · Indische Buurt · Jan Maijenbuurt · Java-eiland · Jeruzalem · Jeugdland ·Jodenbuurt · Jordaan · Julianapark · Kadijken · Kadoelen · Kattenburg · Kinkerbuurt · KNSM-eiland · Kolenkitbuurt · Kop van Jut · Van der Kunbuurt · Laan van Spartaan · Landlust · Landstrekenbuurt · Lastage · Leidsebuurt · Lutkemeer · Marathonbuurt · Marineterrein · Marken · Marktkwartier · Medisch Centrum Slotervaart · Mercatorbuurt · Middelveldsche Akerpolder · Molenwijk · Museumkwartier · Nellestein · Nieuw Sloten · Amsterdam Nieuw-West · Nieuwe Pijp · Nieuwendam · Nieuwendammerdijk en Buiksloterdijk · Nieuwendammerham · Nieuwezijde · Nieuwmarkt · Noorderhof · Noordoever Sloterplas · Noordse Bos · Olympisch Kwartier · Omval · Ookmeer · Oostelijk Havengebied · Oostelijke Eilanden · Oostelijke Handelskade · Oostenburg · Oosterdokseiland · Oosterparkbuurt · Oostoever Sloterplas · Oostpoort · Oostzanerwerf · Osdorp · Oud Osdorp · Oud-Oost · Oud-West · Oud-Zuid · Oude Pijp · Oudezijde · Overamstel · Overhoeks · Overtoombuurt · Overtoomse Buurt · Overtoomse Veld · Park Haagseweg · Park de Meer · Plan van Gool · Plan West · Plan Zuid · Planciusbuurt · Plantagebuurt · Postjesbuurt · Prinses Irenebuurt · Rapenburg · Reigersbos · Riekerpolder · Rieteilanden · Rietlanden · Rivierenbuurt · Robert Scottbuurt · Roeterseiland · Ruigoord · Schinkel (bedrijventerrein) · Schinkelbuurt · Science Park · Sloten · Sloterdijk · Sloterdijk-Centrum · Slotermeer · Slotervaart · Sluisbuurt · Spaarndammerbuurt · Spieringhorn · Sporenburg · Sportheldenbuurt · Staatsliedenbuurt · Stadionbuurt · Steigereiland · Strandeiland · Teleport · Transvaalbuurt · Trompbuurt · Tuindorp Buiksloot · Tuindorp Buiksloterham · Tuindorp Nieuwendam · Tuindorp Oostzaan · Tuttifruttidorp · Van Tijenbuurt · Uilenburg · Universiteitskwartier · Valkenburg · Van der Kunbuurt · Van der Pekbuurt · Van Lennepbuurt · Venserpolder · Vlooienburg · Vogelbuurt · Vogeldorp · Vogeltjeswei · Volewijck · Vondelparkbuurt · Vrije Geer · Waalseiland · Watergraafsmeer · Waterlandpleinbuurt · Waterwijk · Weesp · Weesperbuurt · Weespertrekvaartbuurt · Weesperzijde · Westelijke Eilanden · Westelijke Tuinsteden · Westerdokseiland · Westerpark · Westpoort · Willemspark · Wittenburg · Zeeburg · Zeeburgereiland · Zeeheldenbuurt · Zuidas · Zuideramstel